# Canon Canet
Pour les articles homonymes, voir Canet.

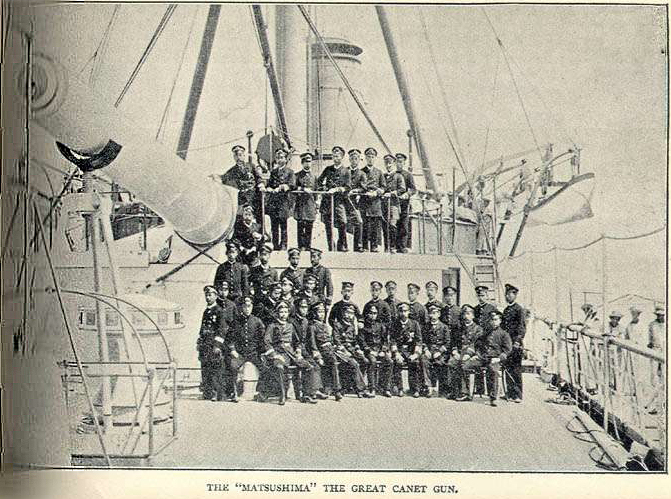
Le canon Canet sur le croiseur japonais Matsushima

Le canon Canet fut un type de canon mis au point par l'ingénieur français Gustave Canet (1846-1913), ancien directeur à la Société des Forges et Chantiers de la Méditerranée et concepteur de pièces d'artillerie dans la société Schneider et Cie au Creusot.

## Le canon naval de 320 mm
L'ingénieur a développé, pour l'artillerie navale, une arme extrêmement puissante pour l'époque. Ce calibre, sélectionné dès 1887 pour équiper les croiseurs protégés de classe Matsushima  de la marine impériale japonaise dessinés par Louis-Émile Bertin (1840-1924).
 Leur usage était conforme à la philosophie française de la Jeune École, qui préconise le recours à une très grande puissance de feu (canons de gros calibre et torpilles) sur des navires plus petits que des cuirassés.
 Ces canons très volumineux n'ont eu que peu de succès durant la première guerre sino-japonaise (1894-1895) à cause de leur mouvement de recul, de leur faiblesse technique et du ralentissement de tir dû au temps de refroidissement.

## Les autres canons

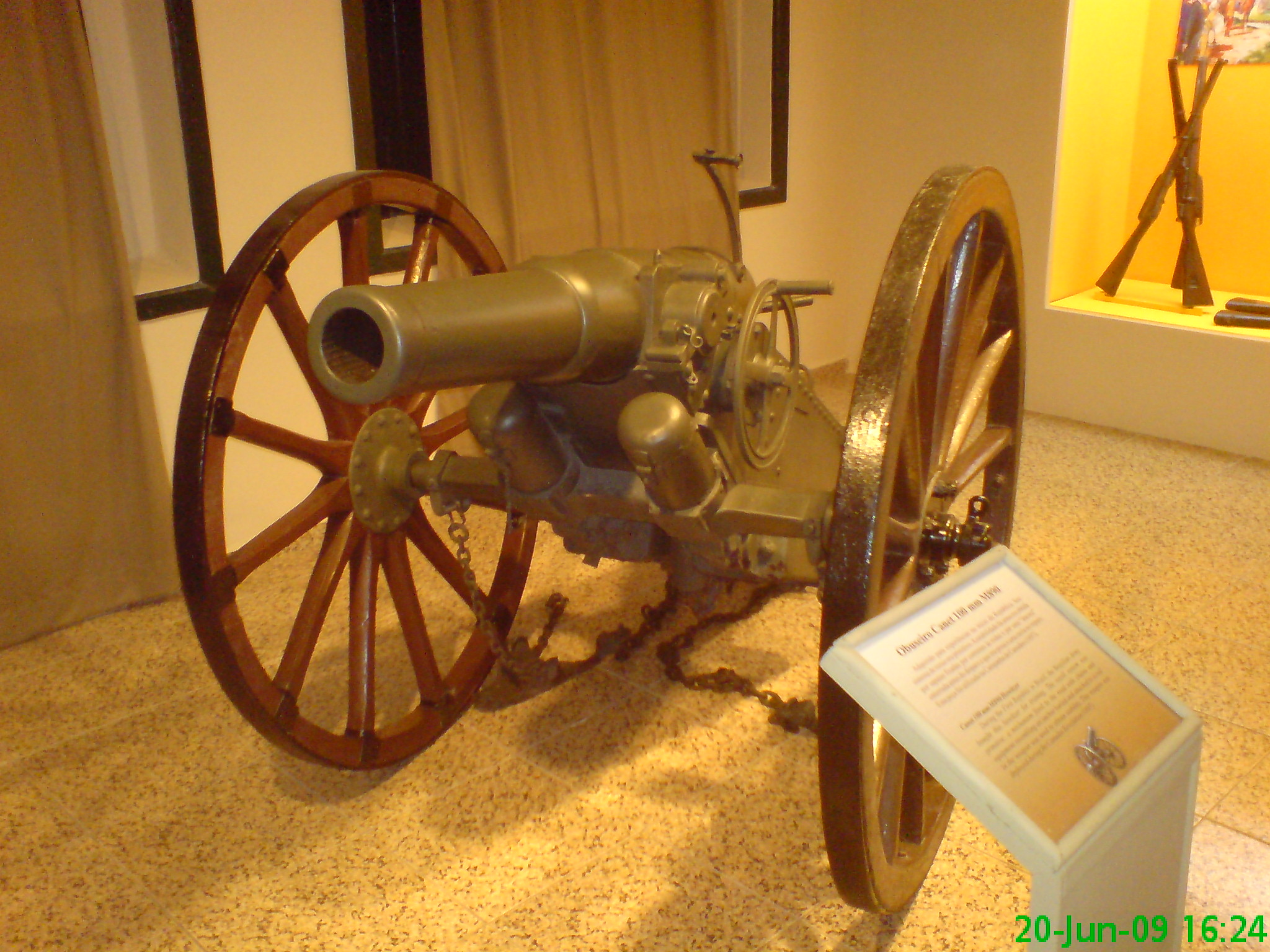
Un Canet M890 (100 mm) de l'armée brésilienne utilisé en 1897.

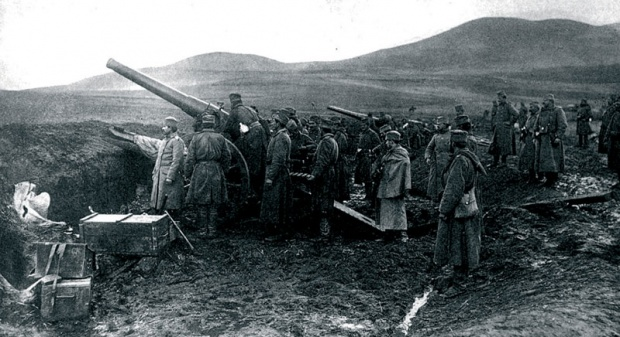
Canon de 120 mm Schneider-Canet M1897.

Par contre, les grands canons de 120 mm  devinrent bientôt le standard de l'artillerie de marine, des grands cuirassés de type Dreadnought après 1905.

L'ingénieur Canet développa aussi le système Schneider-Canet pour les canons de montagne de 75 mm, et ceux à tir rapide de 120 mm et 152 mm.